# ACアダプタ
ACアダプタ（エーシーアダプタ）は

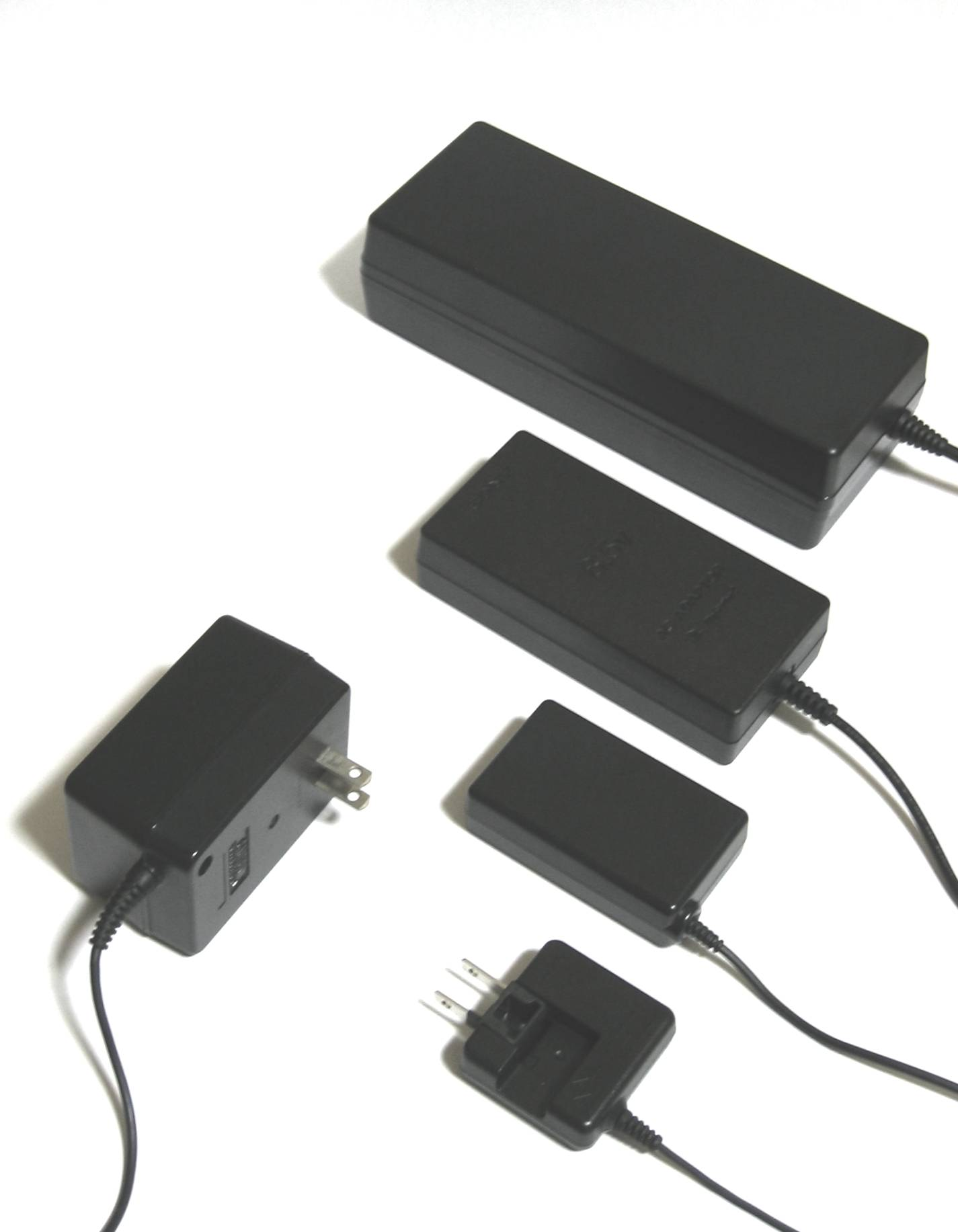
様々な形状のACアダプタ

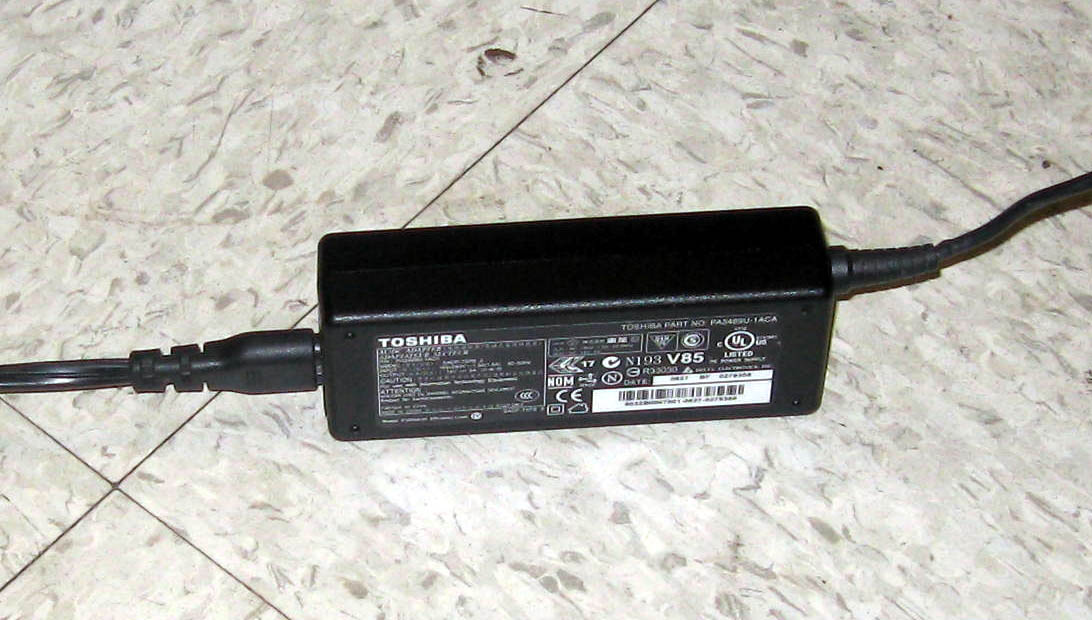
左側がAC電源からの入力コード

1. 商用電源より交流を入力し目的の電力を出力する機器。本項で詳述する。
2. AC-DCアダプタ(商用電源から目的の直流電力を取り出す機器)の俗称。ACアダプタ、DCアダプタとも呼ばれている。[1]
3. ACアダプタとは、一般的に供給されている交流電流（AC）を直流電流（DC）に変換するための装置のことである。[1]

ACアダプタ（エーシーアダプタ）は、小型家電製品等で用いられる電源装置。

## 概要
電力会社から供給される商用電源は、一般的に100V又は200V以上の交流である。それに対して、電力を消費する電気製品の側は、3～12V前後の直流を使用するものも多く、変圧器や整流器、安定化回路などからなる電源装置によって、一旦低電圧の直流に変換する必要が生じる。この電源装置を物理的に分離、独立させたものがACアダプタである。
通常、電子機器と呼ばれる部類の電気製品で利用されることが大半で、建物に固定されている照明機器や洗濯機のような電化製品と呼ばれる部類の大型の電気製品で使われることはあまり無い。ACアダプタは元々、トランジスタラジオのような電池駆動の可搬（ポータブル）型電子機器で使われる機会が多かったが、今日では熱源の分離、設計の容易さなどの理由から、電池駆動ではない電子機器・小型の電化製品でもACアダプタが利用される機会は増えている。なお、ACアダプタの多くは、交流電源を直流電源に変換するAC-DCアダプタであるが、変圧だけを目的とした交流出力のAC-ACアダプタも、ACアダプタと呼ばれている。
ACアダプタが利用される典型例として、携帯電話、携帯音楽プレーヤー、携帯型ゲーム機、ノートパソコン等のように、持ち歩いて使用されることが想定されている機器がある。次のような場合は、電源を内蔵可能な大きさの機器であっても、あえて電源を内蔵せず、ACアダプタとして本体から分離することもある。
- 本体が電源の発する熱やノイズの影響を受けにくくするため
- 本体のデザイン性向上、小型化のため
- 全体のメンテナンス性向上のため
- 国・地域によって異なるプラグ形状・電圧・電圧変動に対応するため
- 本体が各国の法律（日本の電気用品安全法）の規制を受けないで設計できるため
- 本体のコストダウンのため

内蔵する充電式の電池（二次電池）によって駆動することを前提とする機器では、ACアダプタの主目的は、電池を充電するための電流を供給することである。携帯電話など、こうした機器のACアダプタのことを充電器（充電機、じゅうでんき）と呼ぶこともある。携帯電話やゲーム機などは充電制御回路が本体側に装備されており、ACアダプタは一般的な電源として動作する。ラジコンカー等はACアダプタ内部に充電制御回路が入っている。

## 電気回路
ACアダプタ（AC-DCアダプタ）は、コンセントより得た交流電力を、内部の変圧器（トランス）によって電圧を降下（降圧）させた後、整流器（ダイオード）によって全波整流し、平滑回路（平滑コンデンサ）によって出力を平滑化して直流電力を出力する。なお安定化回路が付加されていない場合、無負荷もしくは低負荷の場合に定格の1.5倍程度の電圧が、高負荷の場合は定格を下回る電圧が出力されてしまうことがある。そのため多くの場合、さらにシリーズレギュレータまたはスイッチングレギュレータといった安定化回路を接続して、出力電圧を一定にさせている。
なお小容量のものでは安定化回路を使用せず、変圧器と整流器、簡単な平滑回路だけで構成された、非安定化ACアダプタもある。小電流のスイッチング方式のACアダプタの中には、トランスの代わりにコンデンサとツェナーダイオードを使用したトランスレス方式のものもある。
1990年代以降はスイッチング方式のスイッチング電源が主流になっている。旧来の大きめのトランスと簡単な平滑回路だけのACアダプタに比べ、スイッチングノイズが発生したり、部品点数が多くなりコストがかかるなどのデメリットがある。しかし小型トランスが使えたりトランスレスにすることができるため小型化・軽量化が可能であったり、電力の変換効率が高いというメリットがある。
交流から直流への変換時に生ずる電力損失は熱エネルギーの形で放出されるため、使用中のACアダプタは熱を持つことが多い。
シリーズレギュレータを使用した安定化電源回路を搭載している場合、この部分での熱損失が非常に大きい。スイッチングレギュレータの場合も発熱はするが、シリーズレギュレータに比べれば少ない傾向にある。同様の回路構成では、容量が大きいほど発生する熱も多くなる傾向にある。大型のACアダプタでは、冷却用のファンを搭載し強制空冷としているものもある。
使用時以外でもACアダプタには内部回路の構成上、微弱ながら電流が流れている。待機電力を減らすためには、使用していない機器のACアダプタはコンセントから外しておくことが望ましい。なお、ACアダプタは交流から直流への変換（順変換）を目的とした機器であり、直流から交流への変換（逆変換）は不可能である。

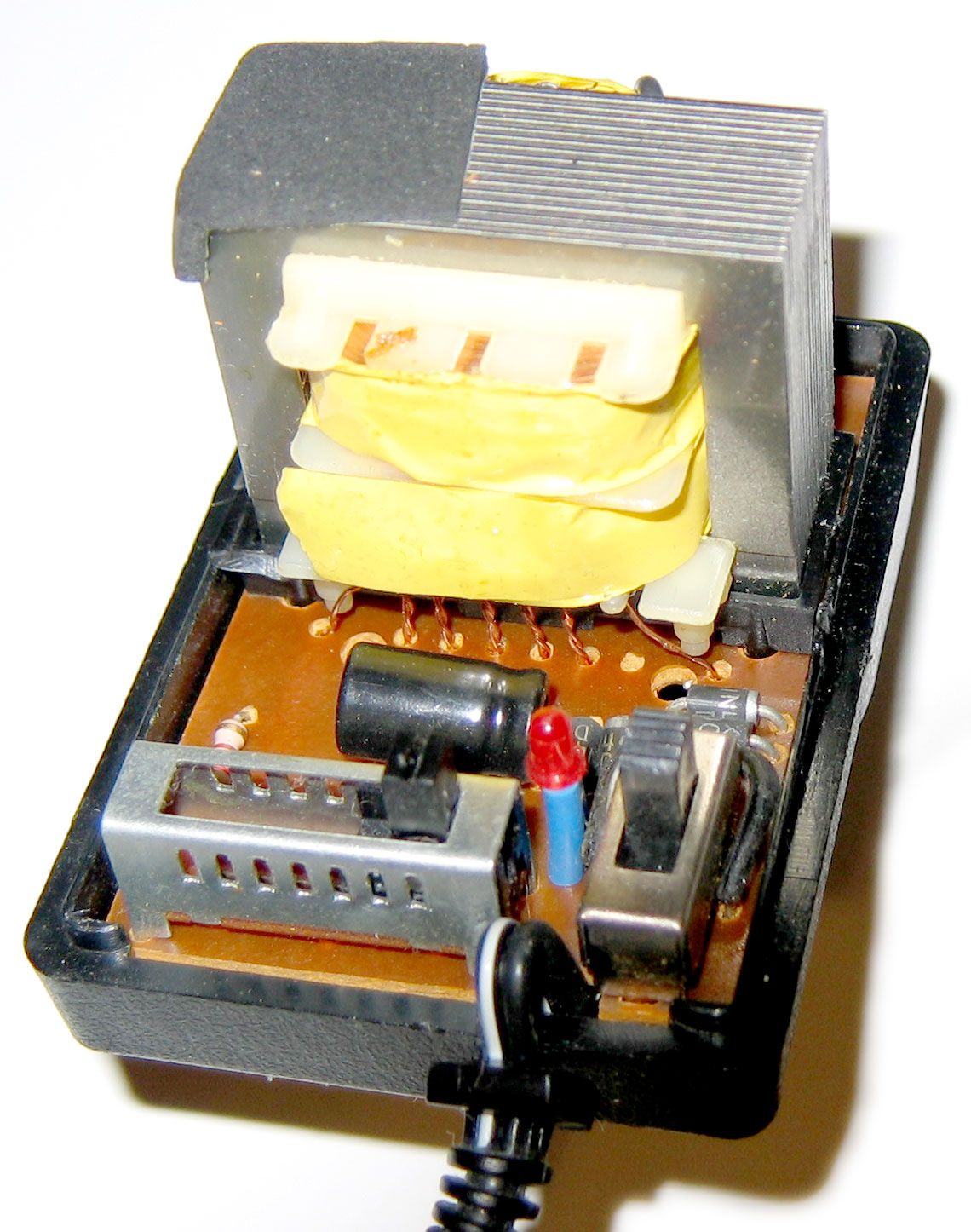
トランス式のACアダプタの内部（非安定化、電圧可変・極性切替スイッチ付き）
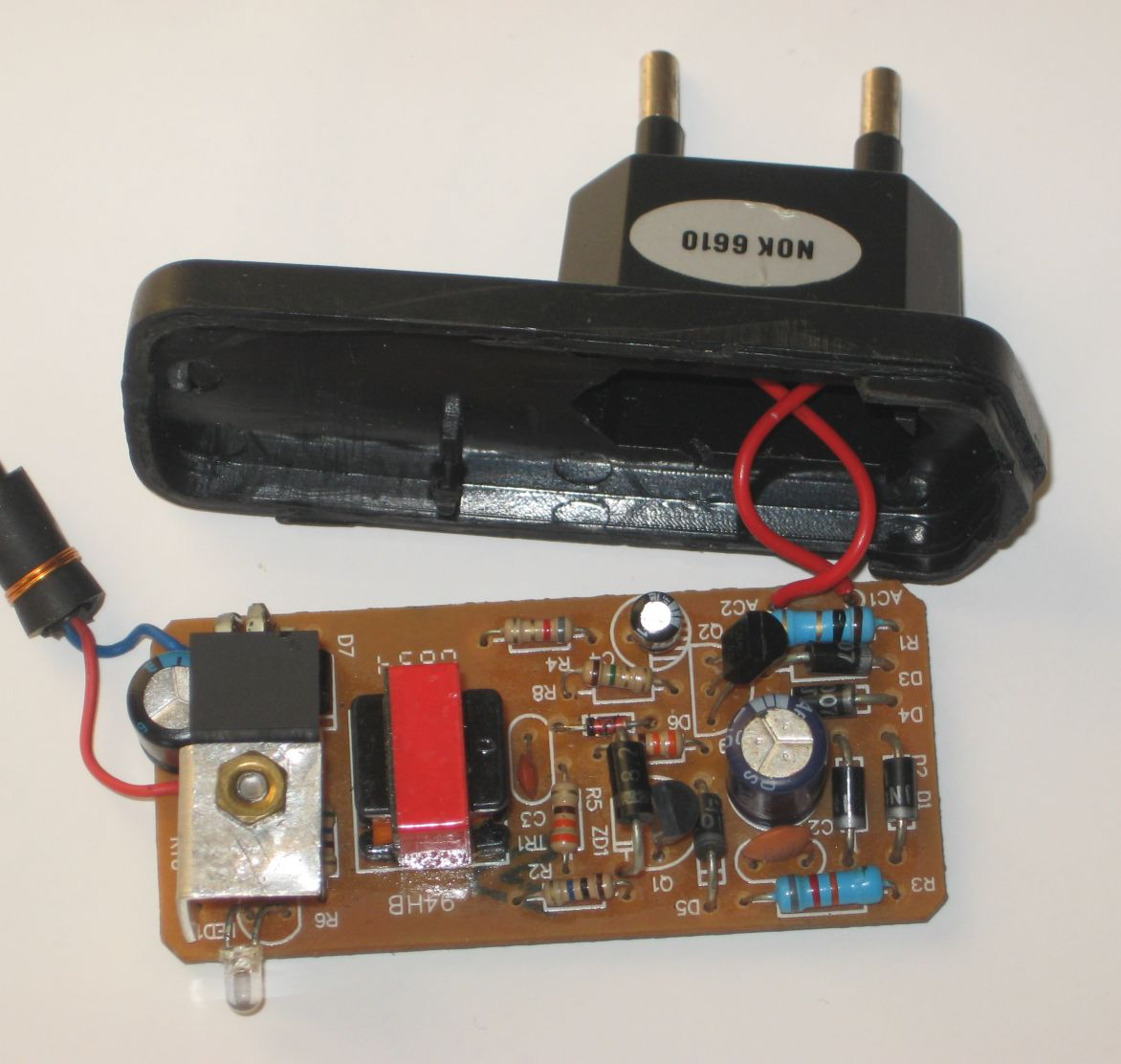
スイッチング式のACアダプタ（ヨーロッパ仕様）の内部
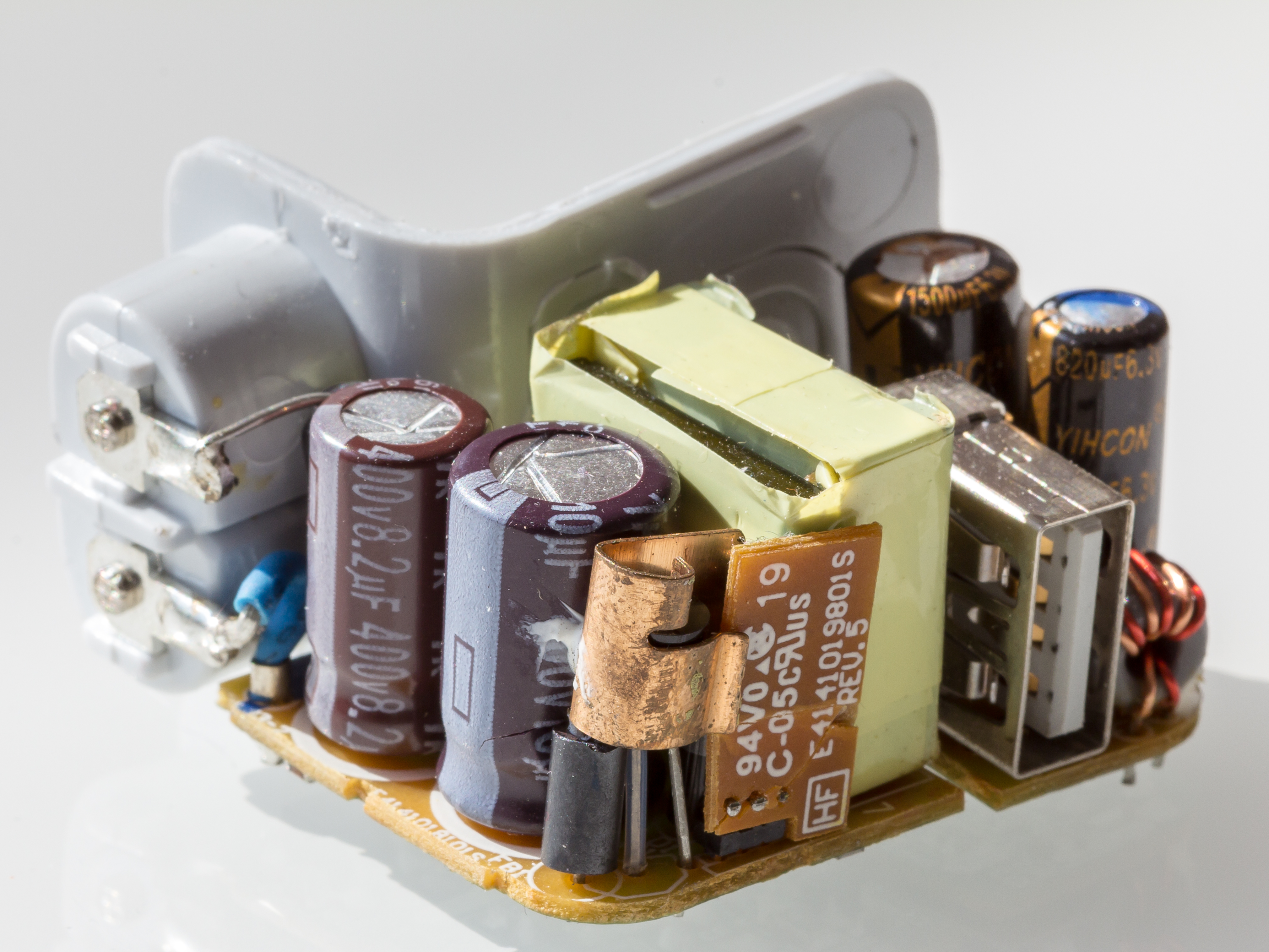
iPod classicのUSB ACアダプタの内部（スイッチング式）
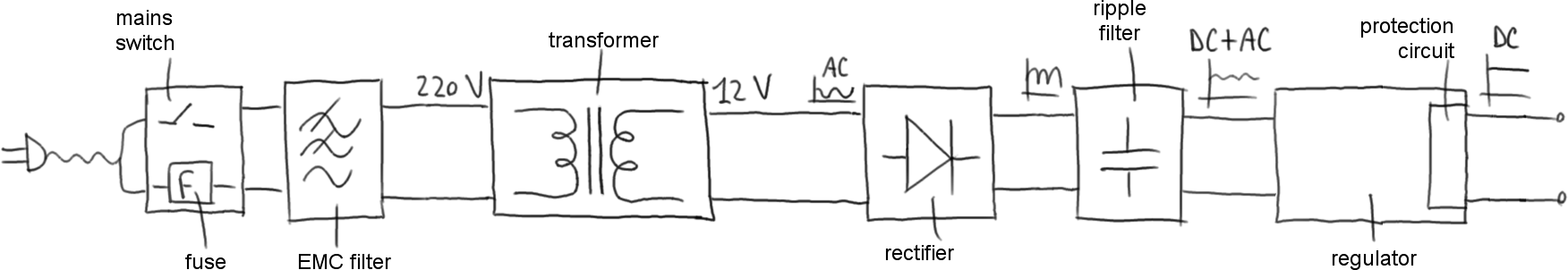
トランス式ACアダプタ（リニア電源）のブロック図
トランス式ACアダプタの非安定化回路（TV1:変圧回路、VD:ブリッジ整流回路、C1:平滑コンデンサ）
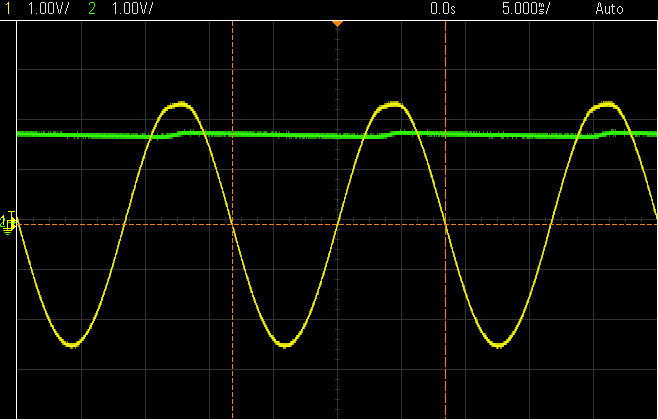
トランス式ACアダプタの整流前の電圧波形（黄色）と、出力の電圧波形（緑色）。原理上、わずかに脈流の跡（リップル）が残る。

## 外観・形状
一般的なACアダプタについて外観から特徴的な部分を抜き出すと、大きく分けて3つの部分からなることがわかる。すなわち、コンセントへ差し込むプラグ部分、変圧回路・整流回路・安定化電源回路などを収めた本体部分、そして、電気機器に直流電力を供給する出力部分である。
このうち、コンセントへ差し込むプラグ部分に関しては、本体に直接ついているものと、本体からケーブルが延びているものがあり、後者はさらにケーブルが固定されているものと、脱着可能な電源コードの形を取るものにわかれる。出力部分に関しては、本体から直接固定されたケーブルとその先端に取り付けたDCプラグからなる場合が多い。

### 本体部分
ACアダプタの筐体の形状は一般に箱形である。
黒色あるいは暗灰色のプラスチックで、その表面には定格や安全基準を示すPSEマークや、ULマーク、GSマーク、TÜV、NEMKO、SEMKO、DEMKO、FIMKO、CCC、CSA、VDE、GOST R、そしてBSMIなどが記載され、各国共通仕様のものには複数マークが記載されている。 EMI/RFIのための一般的な証明書マークは、CEマークと、FCCと、C-tick。 これらのマークは、商用電源に接続される電源機器に必須とされるものが各国で有り、品質検査を受けた証として認定されたものにマーク表示が記載されている。
近年ではデザイン性を重視し、明るい色を用いたり直方体とはかけ離れた外見を持つものも多い。
例えば、Appleなどは、本体と統一感のあるデザインのACアダプタを開発している。
一般に、ノートパソコン用など持ち運ばれる機会が多いものに関しては、可搬性・収納性を考慮したデザインがとられる傾向にある。
本体の大きさは、ACアダプタの回路構成や出力電力の大きさによって決まる。
一般にシリーズレギュレーターを使用したものであれば、変圧器（トランス）やレギュレータからの発熱を逃がすための措置（ヒートシンク、特に高出力のものではファンなど）が必要となり、重くかさばるものとなる。
これに対して、スイッチングレギュレータを使用したものは回路自体が小型で発熱も少ないためコンパクトである。
また組み合わせる機器によっては、安定化回路を簡略化したり省略したりする事が可能なものもあり、その場合は一層の小型化が可能な場合がある。
また同じ回路構成をとるものであっても、出力電力の大きなものほど部品の大きさが大きくなり、発熱も大きくなる事から、結果として全体の大きさが増す事となる。
可搬性（モバイル性）が求められる機器では、ACアダプタもコンパクトであることが好ましい。消費電力の高いノートパソコンなどでは、本体に対して大型のACアダプタが必要な場合があるが、最近では小型で高性能なスイッチングレギュレータにより、ACアダプタの小型化も進んでいる。
携帯音楽プレーヤーなどの音響機器では、スイッチングレギュレータが発するノイズによる悪影響を考慮し、シリーズレギュレータを使用したACアダプタを組み合わせるケースが多く、機器本体よりもACアダプタが一回り以上大きいこともある。

### 入力部分
ACアダプタに対する交流電力の供給は、通常は家庭用商用電源のコンセントから行われる。
コンセントの差込プラグはACアダプタ本体に直接ついているものと、本体からケーブルが延びていてその先端についているものがある。
後者の場合ケーブルの着脱が可能となっているものも多い。
電源ケーブルの着脱が可能なものでは、これを交換することによりプラグ形状の異なる外国での利用に対応することができる。電源ケーブルとACアダプタ本体の接続部分は、日本の場合、数字の「8」の字状の断面を持つめがねコードなどと俗称される二極のコネクタ（IEC 60320/J60320 C7）や、三極ケーブル(俗称：2P-3P ACコード・ミッキーケーブル IEC 60320/J60320 C5)が主に用いられる。
ACアダプタの中には、全世界対応と称してAC 100ボルトからAC 240ボルト程度の範囲の入力電圧に対応する製品もある。
日本で販売されているこのような製品の着脱可能なAC側ケーブルには「7A 125V」などの表示がある場合がある。

### 出力部分

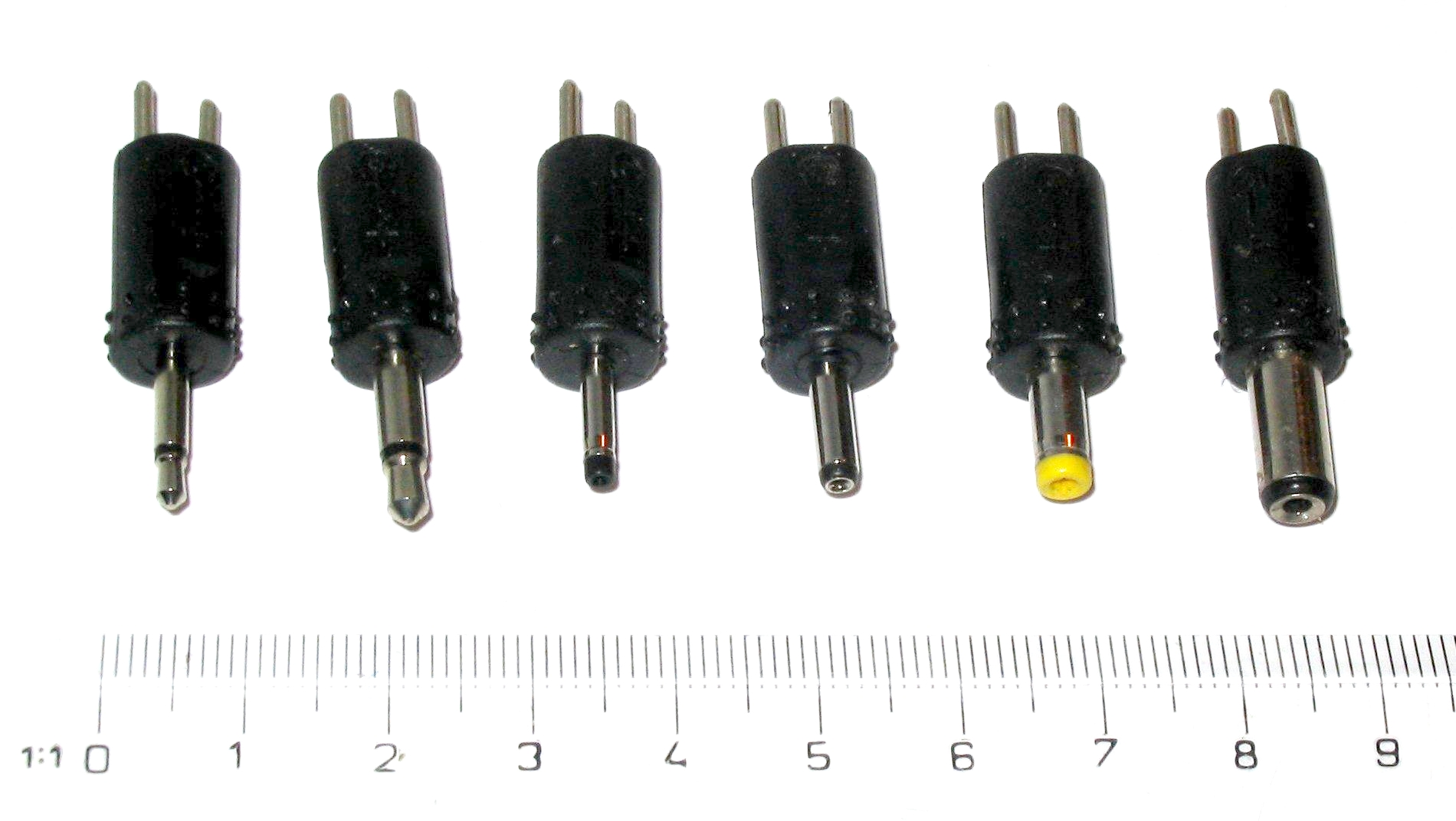
各種プラグの先端部分

直流に変換され、多くの場合は出力された電力は細くしなやかな、より線のケーブルによって送電され、コネクタによって機器と接続される。
コネクタの大きさ、形状、端子数は電圧や容量などによって異なる。
コネクタの形状やピン配置・電圧の範囲が統一されているEIAJ 極性統一プラグ（EIAJ RC-5320A）も存在するが後発の規格 であるため、廃止された旧規格のEIAJ RC-6705に準拠したコネクタ（外径5.5mm、内径4.0mm、長さ9.5mm） のほうが広く用いられている。またIEC 60130-10やDIN 45323で規定されている各種コネクタ、車載機器用のEIAJ RC-5322のコネクタ（外径6.5mm、内径3.1mm、ピン直径 1.0mm、長さ9.5mm）、メーカー独自のコネクタを採用している例もある。
極性については、EIAJ極性統一プラグを使用する機器はセンタープラスに統一されている。それ以外の規格のプラグを使う機器は、1990年代半ば以降の機器はセンタープラスを採用するものが多いが、音響機器や楽器・エフェクターなどはセンターマイナスが主流。
日本の旧来の携帯電話（フィーチャーフォン）のACアダプタでは、携帯電話の規格ごとに統一されている外部接続端子（EIAJ RC-5238「IMT-2000携帯電話用コネクタA」・CDMA Type Cellular Phones NC-R1-18「CDMA方式携帯電話端末用インターフェイスコネクタ」）を利用しているものもある。ただし、端子は統一されていても、電圧および電流は統一されていない場合もあり（PDC、CDMA 1X など）、その場合は、キーと呼ばれる端子に固有の突起を設ける事で、同じメーカーのものでなければ接続できないようにしている。
またUSBのバスパワーによって動作・充電する機器で使用するために、機械的に同一のUSB端子を持ち電源端子に電力を供給する機能を有する汎用ACアダプタも存在する。ただしUSBの規格では500mA以上の電流を出力するためにはデータ通信によるネゴシエーションが必要であるが、充電専用と称してネゴシエーションなしでも1A程度まで出力することができる規格違反の製品も存在する。
| 規格・番号            | 外径 (mm) | 内径 (mm) | ピン直径 (mm) | 対応電圧(V) |
| --------------------- | --------- | --------- | ------------- | ----------- |
| EIAJ RC-6705 （廃止） | 5.5       | 4.0       | -             | -           |
| EIAJ RC-5322          | 6.5       | 3.1       | 1.0           | -           |
| EIAJ RC-5320A         |           |           |               |             |
| #1                    | 2.35      | 0.7       | -             | ～3.15      |
| #2                    | 4.0       | 1.7       | -             | 3.15～6.3   |
| #3                    | 4.75      | 1.7       | -             | 6.3～10.5   |
| #4                    | 5.5       | 3.3       | 1.0           | 10.5～13.5  |
| #5                    | 6.5       | 4.3       | 1.4           | 13.5～18    |

## 互換品の使用
ACアダプタを使用する際は機器の付属品、もしくはメーカーの指定品を使用することが望ましい。ただし変圧方式（トランス方式・スイッチング方式）が一致しており、なおかつコネクタの形状・極性と、出力電圧・電流が一致しているのであれば、互換品でも実用上は問題はない。ただし測定機器や医療機器・音響機器（電子楽器・エフェクター・楽器用のアンプ・高級オーディオなど）など、電源由来のノイズに弱い機器で使用する場合は、リップルノイズやスイッチングノイズの多寡も考慮する必要がある。また安定化電源を前提とした設計の機器に安定化回路無しのものを接続したり、シリーズレギュレータのものの代わりにスイッチングレギュレータのものを接続すると、誤動作や故障の原因となることがある。特にトランス式で安定化回路の入っていないACアダプタは、無負荷状態では定格よりも高い電圧が出ているので、他の機器に接続すると回路を破損させてしまう危険性がある。
また、さまざまな機器に共通して使用できるよう、出力電圧が可変となっているような汎用性の高いACアダプタも存在する。このような製品では、一般的にプラグの先端部分を使用する機器のコネクタに合わせて交換することが可能になっている。

## 関連標準規格
コネクタ
- EIAJコネクタ（英語版）
- IEC 60130-10 - 直流電源コネクタ
- IEC 60320 - 交流電源コネクタ

## ACアダプタの一例

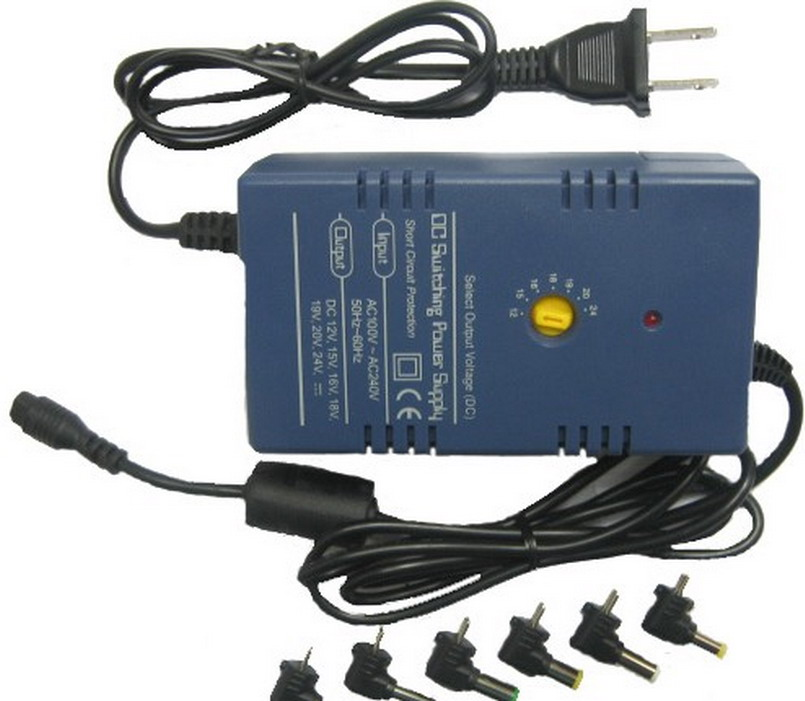
様々な電圧・電流・プラグに対応した、ユニバーサルアダプタ
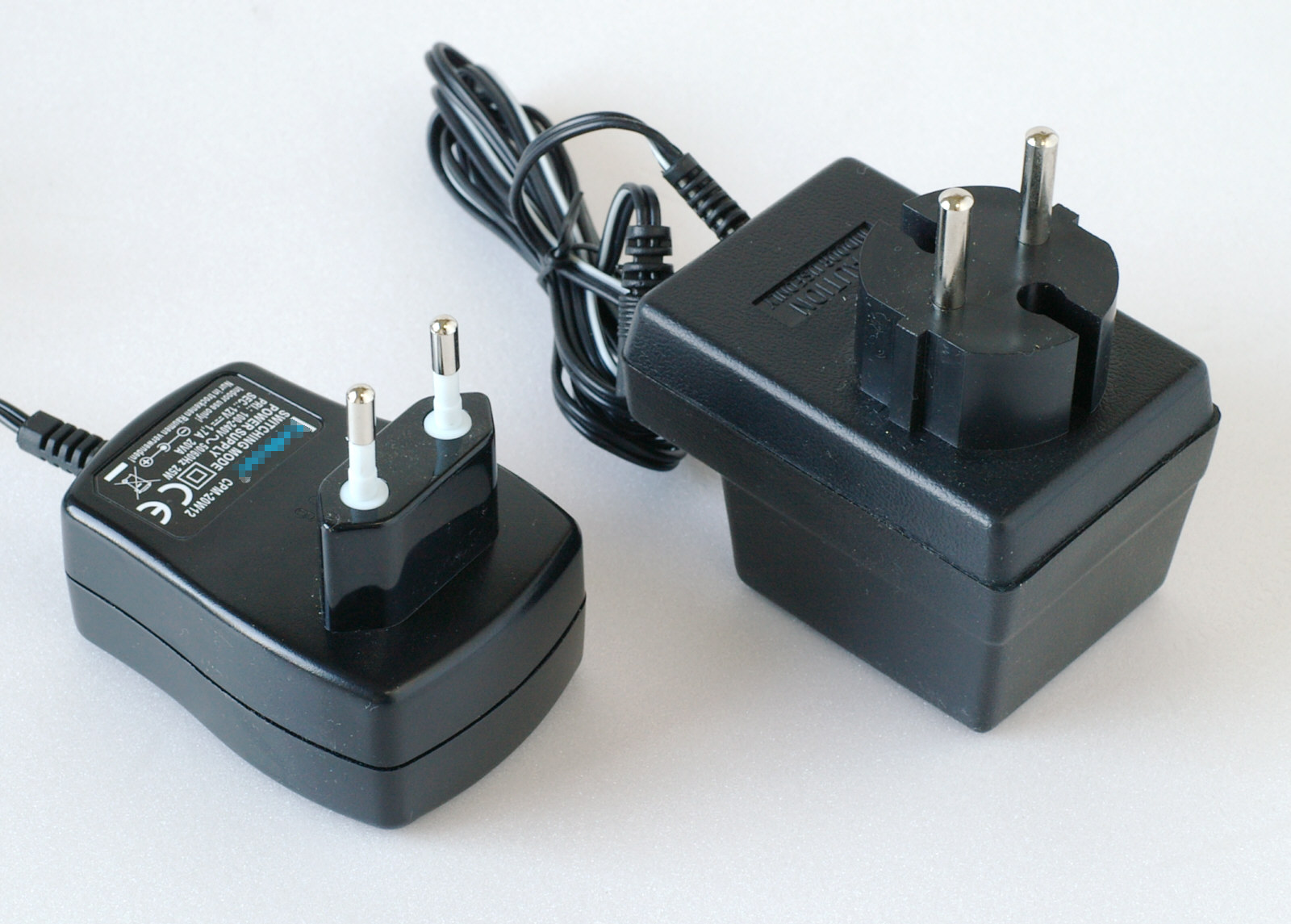
小電力用の一般的なACアダプタ（ヨーロッパ仕様）
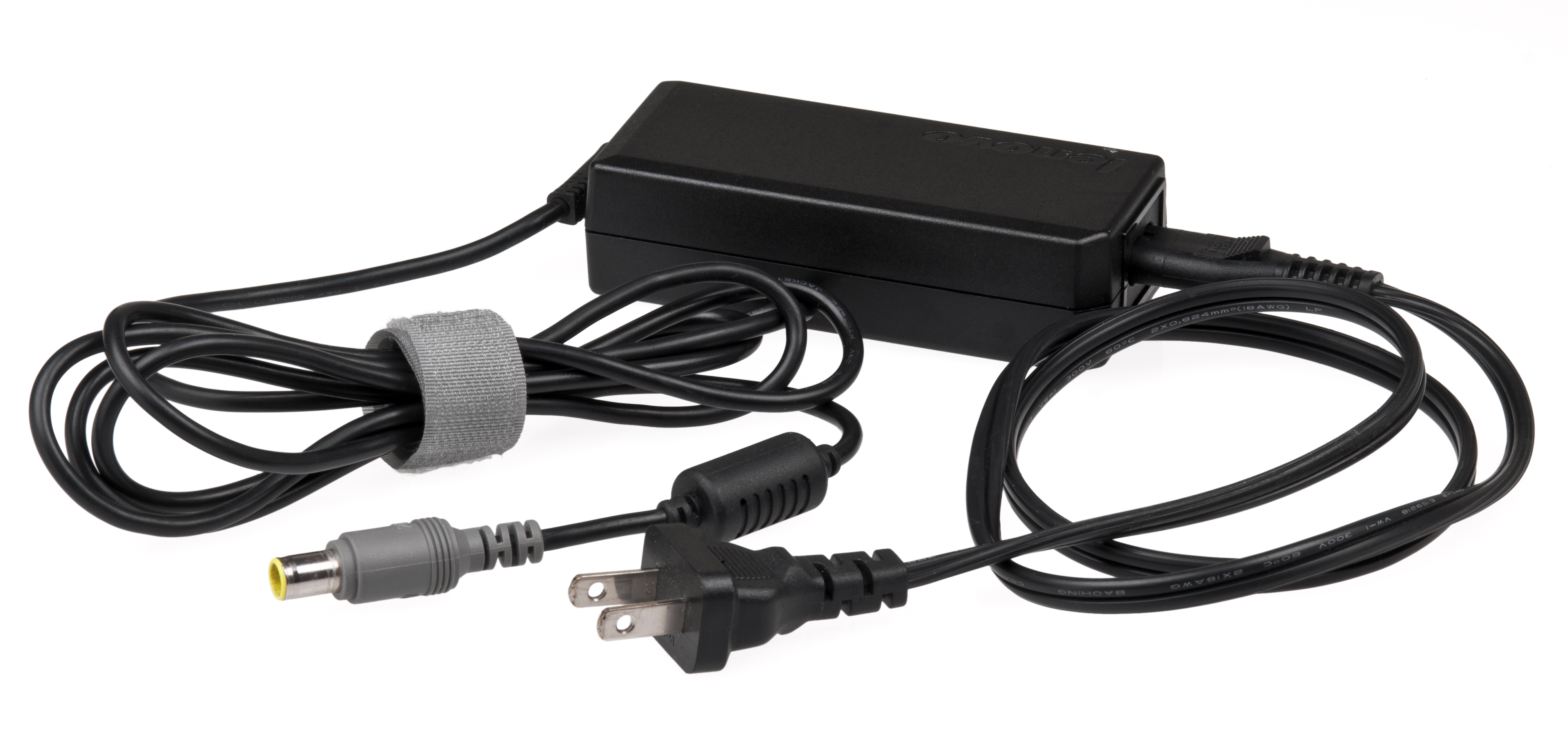
ノートパソコンのACアダプタ
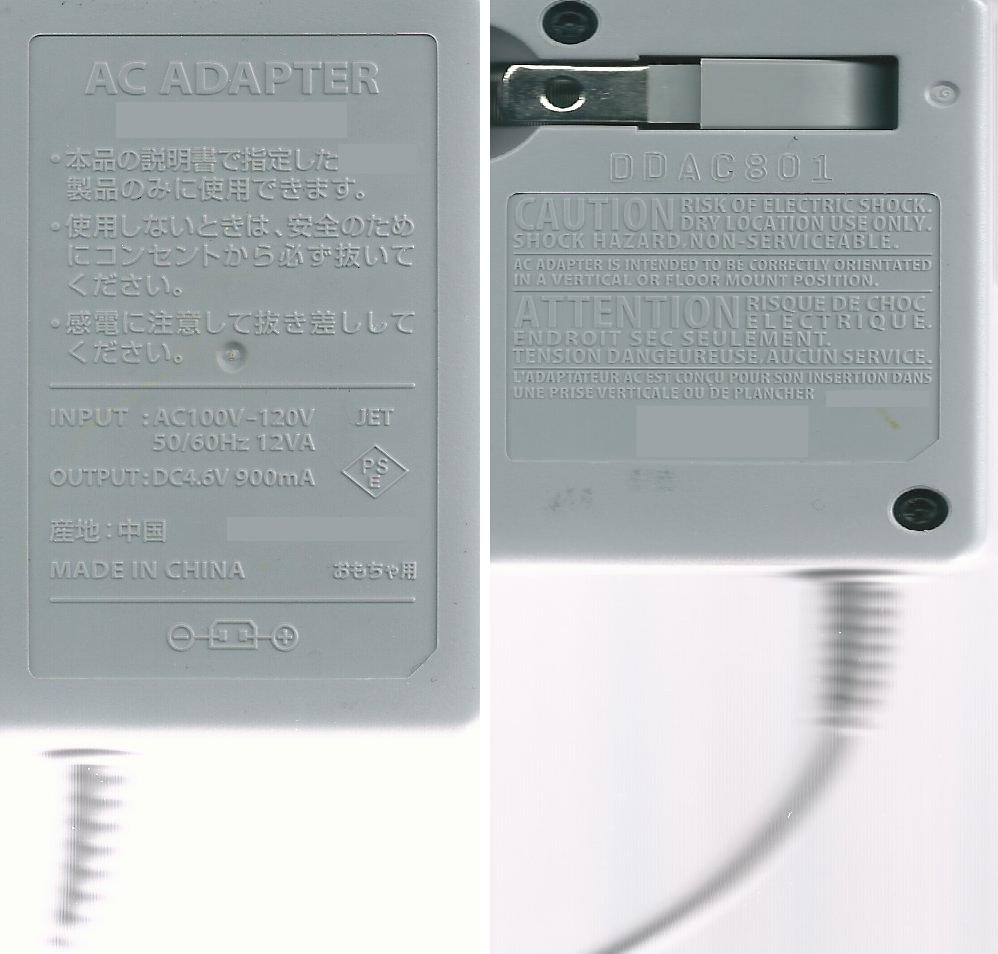
コンセントプラグを折りたたむことができる、ゲーム機の大型ACアダプタ
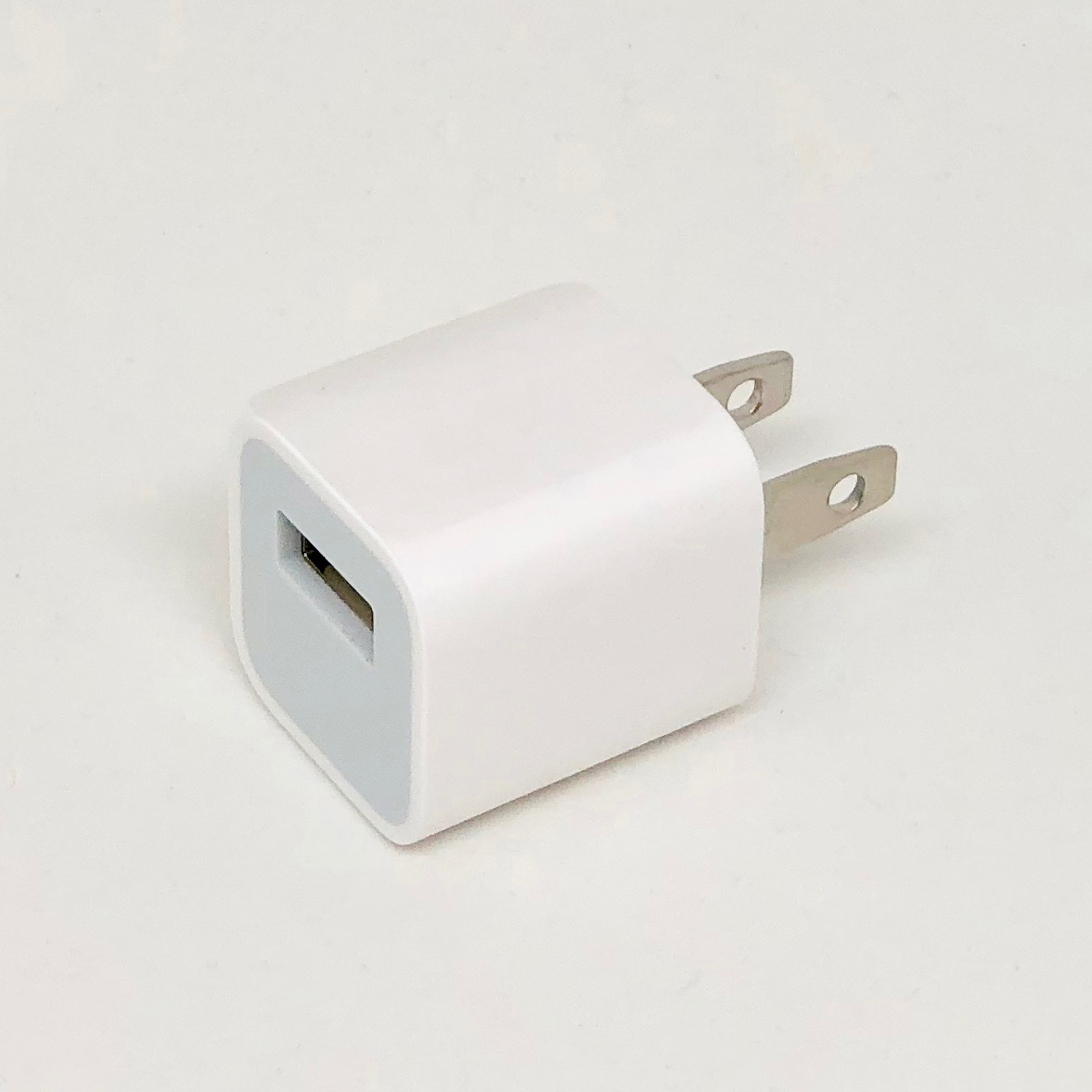
モバイル機器のUSB ACアダプタ